# Echeveria bakeri
Echeveria bakeri ist eine Pflanzenart aus der Gattung der Echeverien (Echeveria) in der Familie der Dickblattgewächse (Crassulaceae). Das Artepitheton bakeri ehrt den kalifornischen Gärtner William Baker.

## Beschreibung
Echeveria bakeri erreicht Wuchshöhen von bis zu 10 Zentimeter. Der Trieb hat einen Durchmesser von 7 bis 12 Millimeter. Die Blattrosetten stehen in der Regel einzeln. Die rosettigen Blätter sind verkehrt lanzettlich und leicht zugespitzt. Sie sind 8 bis 11 Zentimeter lang, 2,5 bis 3 Zentimeter breit und glauk-weiß oder rötlich gefärbt.
Der Blütenstand bildet bis 50, manchmal auch bis 90 Zentimeter lange Trauben aus. Die Tragblätter sind auffallend glauk gefärbt. Der Blütenstiel wird 9 bis 22 Millimeter lang und ist an der Basis aufsteigend und zur Spitze hin zurückgebogen. Die anliegenden Kelchblätter werden 4 bis 8 Millimeter lang. Die eiförmige und rosarötlich bis orange Blütenkrone ist 5-kantig geformt und wird 12 bis 20 Millimeter lang. Die Chromosomenzahl beträgt etwa 164.

## Verbreitung und Systematik
Echeveria bakeri ist in Bolivien im Departamento Cochabamba zwischen Aiquile und Mizque verbreitet.
Die Erstbeschreibung erfolgte 1991 durch Myron William Kimnach.

## Nachweise